# Андрей Препелица
Андрѐй Прѐпелица (на румънски: Andrei Prepeliță) е румънски футболист, халф. Роден е на 8 декември 1985 г. в град Слатина, Румъния. Играе за руския ФК Ростов.

## Кариера
Юноша е на Арджеш (Питещ). През 2007 преминава в Университатя (Крайова), като става вицекапитан на отбора. На 2 август 2011 подписва 4-годишен договор със Стяуа, като отново става вицекапитан.

### „Лудогорец"
На 1 юли 2015 подписва 2-годишен договор с „Лудогорец“. Дебютира за „Лудогорец“ в официален мач от А ПФГ на 18 юли 2015 г. в среща от първия кръг срещу „Литекс“, загубена с 0:2. Отбелязва единствения си гол за „Лудогорец“ в мач от А ПФГ на 11 май 2016 г. при победата в тридесет и третия кръг срещу „Пирин“ (Благоевград) с 4:1. Изиграва един мач във Втора лига на 8 август 2015 г. с втория отбор „Лудогорец II" срещу „Верея" (Стара Загора) (1:1).

## Успехи

### „Стяуа“
- Шампион на Румъния (3): 2012/13, 2013/14, 2014/15
- Купа на Румъния (1): 2014/15
- Суперкупа на Румъния (1): 2013

### „Лудогорец"
- Шампион на A ПФГ: 2015/16